# 山口修 (音楽学者)
山口 修（やまぐち おさむ、1939年9月21日 - 2022年4月21日）は、日本の音楽学者。大阪大学名誉教授。位階は従四位。

## 来歴・人物
朝鮮釜山生まれ。1963年東京大学文学部美学科卒、1967年ハワイ大学大学院音楽学修士課程修了、1968年ウェズリアン大学大学院民族音楽専攻博士課程、武蔵野音楽大学助教授、1976年大阪大学文学部助教授、1991年「水の淀みから ベラウ文化の音楽学的研究」で阪大文学博士、同年教授。2003年定年退官、名誉教授、放送大学客員教授。
2022年4月21日、死去。82歳没。死没日付をもって従四位に叙され、瑞宝小綬章を追贈された。

## 受賞
1989年京都音楽賞、1999年小泉文夫音楽賞受賞。

## 著書
- 「応用音楽学」放送大学、2000
- 「応用音楽学と民族音楽学」放送大学、2004

### 共編著
- 『日本音楽とその周辺」小泉文夫、星旭と責任編集、音楽之友社、1973
- 『比較文化論 異文化の理解』斎藤和枝共編、世界思想社、1995
- 『異文化の交流』柏木隆雄共編、大阪大学出版会、1996
- 『音の今昔』櫻井哲男共編、弘文堂、1996
- 『邦楽箏始め 今日からの授業のために』田中健次と企画・監修、河合楽器製作所・出版事業部、2002
- 『音をかたちへ ベトナム少数民族の芸能調査とその記録化」中島貞夫監修 月溪恒子共編、醍醐書房、2006

### 翻訳
- スティーブン・フェルド『鳥になった少年 カルリ社会における音・神話・象徴』山田修一、卜田隆嗣、藤田隆則共訳、平凡社、テオリア叢書、1988

## 参考
- 『現代日本人名録 2002』日外アソシエーツ